# Peter Skov-Jensen
Peter Skov-Jensen (Esbjerg, 9 giugno 1971) è un allenatore di calcio ed ex calciatore danese, di ruolo portiere.

## Carriera

### Club
Peter Skov-Jensen inizia la sua carriera nel 1990, debuttando con l'Esbjerg fB in Seconda Divisione danese. Rimase all'Esbjerg per sette anni, dopo di che, nel 1997, passò all'Herning Fremad. Fallito il club, si trasferisce al Midtjylland.
Nel 2001 il Midtjylland torna in Danish Superliga e, l'anno successivo, arriva terzo, con Skov-Jensen che gioca tutte le 33 partite del campionato. Nel gennaio 2005 passa in Bundesliga nelle file del Bochum.
Al suo primo anno il club retrocedette in Seconda Divisione, poi nel dicembre 2005 subì un altro infortunio, che lo costrinse a restare a riposo sino al marzo 2006. Alla fine dell'anno il Bochum tornerà in Bundesliga e iniziò a giocare da titolare nella nuova stagione; dopo il 6-0 subito contro il Werder Brema, divenne una riserva.
Alla fine dell'anno si trasferì ai norvegesi del Sandefjord Fotball. Nel gennaio 2008 cambiò nuovamente squadra, passando al Køge BK.

### Nazionale
Dopo aver giocato nell'Under-21, iniziò a far parte della Nazionale maggiore come secondo di Thomas Sørensen, e quando questi si infortunò, Peter iniziò a giocare, debuttando il 12 ottobre 2002 contro il Lussemburgo. Giocò poi anche la partita contro Polonia.
Subì, nel marzo 2003, un infortunio al piede e tornò per giocare la finale di Coppa Danese nel maggio 2003, che però perse. Venne intanto convocato dal CT Morten Olsen per gli Europei del 2004. Le ultime due partite di Skov-Jensen in Nazionale furono giocate alle qualificazioni per i Mondiali 2006, di nuovo a causa dell'infortunio di Sorensen, contro Albania e Turchia.

### Allenatore
Al termine della carriera agonistica, ha assunto il ruolo di preparatore dei portieri, dapprima al BK Avarta (dal 2008 al 2012) e successivamente al SC Egedal (dal 2012 al 2014).

## Palmarès

### Giocatore

#### Competizioni nazionali
- 2. Division: 1

Esbjerg: 1994
- Campionato tedesco di seconda divisione: 1

Bochum: 2005-2006